# Алчевський Микола Олексійович
Микола Олексійович Алчевський (2 (14) вересня 1872, Харків, Російська імперія — 19 травня 1942, Харків, УРСР) — український педагог, просвітник, юрист, викладач, театральний критик, громадський діяч. Представник родини Алчевських.

## Життєпис
Микола Алчевський народився 2 (14) вересня 1872 року в Харкові. Його батьком був український меценат та промисловець Олексій Алчевський, а матір'ю — просвітниця та педагогиня Христина Алчевська (до шлюбу Журавльова). Микола був четвертою дитиною та третім сином у родині, він мав дві сестри: Ганну та Христину і трьох братів: Дмитра, Григорія та Івана.
У вересні 1884 року вступив до першого класу Першої Харківської гімназії, яку закінчив у 1891 року. Продовжив навчання на юридичному факультеті Імператорського Харківського університету, по закінченню якого працював за фахом. Станом на 1905 рік перебував помічником присяжних повірених округу Харківської судової палати. Згодом сам став присяжним повіреним. 
Пізніше перейшов до викладацької діяльності, вчителював у Недільній жіночій школі своєї матері. Пізніше викладав російську мову та літературу у середніх школах Харкова та латину у Харківському юридичному інституті. 
Брав активну участь в музичному житті Харкова, мав  хист театрального критика, захоплювався музикою. Цікавився вокальними успіхами свого молодшого брата, співака зі світовою відомістю Алчевського Івана Олексійовича (1876—1917), навіть виконував обов'язки його імпресаріо. 
Після 1917 року займався питаннями освіти в Червоній армії.  М.О.Алчевський  брав активну участь у ліквідації неписьменності в Україні, вчителював в різних школах Харкова та у вищих навчальних закладах.
Автор першої абетки для дорослих (1919).
У 20 — ті роки XX сторіччя після смерті матері та братів став зберігачем спадщини родини Алчевських. Опікувався подальшою долею погруддя Тараса Шевченка, яке було встановлено на території особняка Алчевських.
Мешкав у Харкові за адресою вулиця Дзержинського б. 81.
Помер 19 травня 1942 року, за часів німецької окупації Харкова, у лікарні від виснаження. Похований в братській могилі на території сучасного Молодіжного парку.

## Публікації
- Рабоче-крестьянский букварь: Для школ взрослых / Сост. Н. А. Алчевский.- К.: Тип. т-ва И. Н. Кушнеров, 1919.- 18 с.
- Спогади про Євлалію Кадміну (1940) (не надруковані)[4]

## Публікації щодо персоналії
- Мазуркевич О. Р. Біля джерел радянської освіти дорослих: [За неопубл. архів. документами про пед. діяльність М. О. Алчевського] / О. Р. Мазуркевич // Рад. школа.- 1965.- № 4.- С.25-31, бібліогр.
- Сарана А. Буквари революции: [Упомин. «Рабоче-крестьянский букварь» Н. А. Алчевского] / А. Сарана // Кр. знамя.- 1967.- 13 июля.
- Головинов В. Н. Інспектор Алчевський / В. Н. Головинов, П. Л. Гомон // Головинов В. Н. Духовні джерела Слобожанщини.- Х., 1998.- С.164.[5]